# 謝哲勝
謝哲勝（1965年3月15日—），台灣台北人，台灣法律學者，建國中學畢業，國立台灣大學法律學系學士，後赴美國威斯康辛大學就讀，1992年獲該校法學博士學位，現任國立中正大學法學院教授兼任院長、台灣法學基金會董事長。
謝哲勝主要研究民法（財產法）、土地法、信託法及法律經濟學。曾擔任國立中正大學法律學系系主任、國立中正大學法律研究所所長、國立中正大學法學院院長、國立中正大學教師會理事長、台灣證券交易所上市審議委員、證券櫃檯買賣中心上市審議委員、財團法人海峽交流基金會顧問、考試院國家考試典試委員、命題委員、審查委員、閱卷委員、102年度大學院校系所評鑑委員、內政部不動產登記法（草案）研訂小組委員、法務部信託法研修專案小組委員、行政院大陸委員會諮詢委員、教育部93年度大學校務評鑑評鑑委員、台灣財產法暨經濟法研究協會理事長、台灣醫療衛生研究協會理事長、立法院三一九真相調查委員會委員、行政院大陸委員會諮詢委員、法務部民法物權編研究修正專案小組委員等職。

## 著作
謝哲勝著有《民法物權》一書和《財產法專題研究》論文集六冊。其餘著作，包括《土地法》、《信託法》、《法律經濟學》、《房租管制法律與政策》、《不動產證券化》、《選擇權》、《工程契約理論與求償實務》、《金融資產證券化理論與法制》、《員工股票選擇權》等。